# Maison de Notre-Dame de Paix
La « Maison de Notre-Dame de Paix » est une maison de style baroque située au n° 46 de la rue au Beurre, à côté de la « Maison de l'Âne », à l'angle nord-ouest de la Grand-Place de Bruxelles en Belgique.
Cette maison, bien que située au début de la rue au Beurre, appartient à l'ensemble architectural de la Grand-Place et représente la dernière image qu'en emporte le visiteur qui quitte la place par cette rue.

## Historique
La « Maison de Notre-Dame de Paix » présentait au XIXe siècle un aspect néoclassique et a été restaurée en 1929 dans son style baroque d'origine d'après un dessin de Ferdinand-Joseph De Rons datant du milieu du XVIIIe siècle.
Au XVIIIe siècle, elle portait le nom de « Onze Lieve Vrouw van Peys » .
À l'heure actuelle, son rez-de-chaussée abrite un commerce.

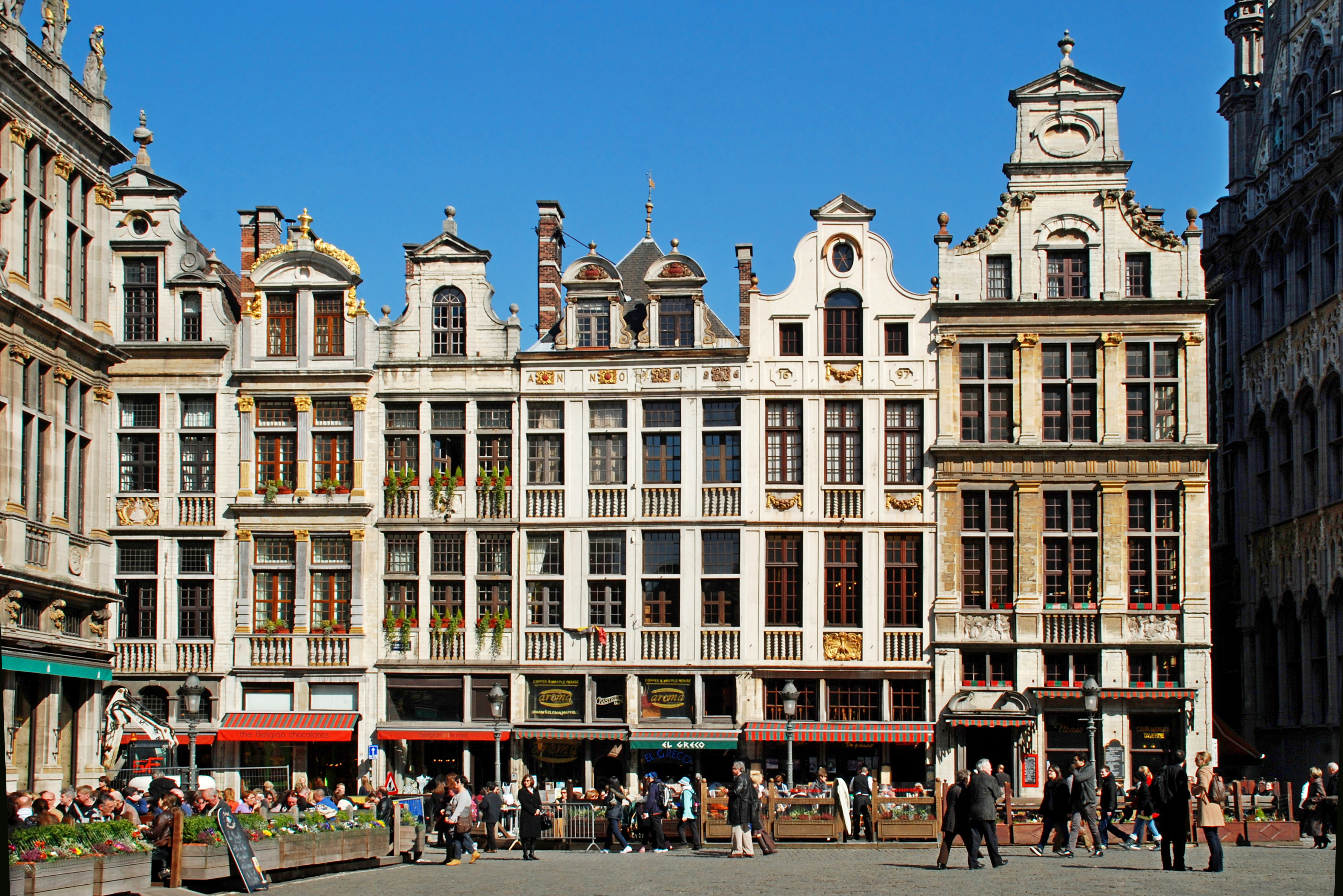
La Maison de Notre-Dame de Paix, à l'extrême gauche du côté nord-est de la Grand-Place.

## Architecture
La « Maison de Notre-Dame de Paix » possède une façade en pierre de taille rehaussée de dorures comportant trois travées et constituée d'un rez-de-chaussée, un entresol, deux étages et un pignon, séparés les uns des autres par des cordons moulurés.
Le rez-de-chaussée commercial est surmonté d'un entresol percé de quatre baies cintrées séparées par des pilastres à chapiteaux toscans.
Le premier étage est orné de grandes fenêtres à meneau de pierre unique et à encadrement plat dont les allèges sont ornées de balustres torses rehaussés de dorures.
Le deuxième étage présente une structure similaire, au détail près que l'allège centrale est ornée d'un bas-relief figurant une Vierge à l'Enfant ceinte d'une couronne dorée, entourée de cornes d'abondance et de volutes à godrons.
Ce deuxième étage porte un entablement non orné, surmonté d'un pignon à volutes comportant trois travées et trois fenêtres. La travée centrale du pignon comprend une grande fenêtre rectangulaire surmontée d'un larmier droit et d'un petit oculus couronné d'un larmier courbe doré, tandis que chacune de ses travées latérales comporte une petite fenêtre surmontée d'un fronton courbe.
Ce pignon se termine par un petit fronton triangulaire sommé d'un pot à feu.